# Dismorphia zathoe
Dismorphia zathoe är en fjärilsart som först beskrevs av William Chapman Hewitson 1858.  Dismorphia zathoe ingår i släktet Dismorphia och familjen vitfjärilar. Inga underarter finns listade i Catalogue of Life.

## Bildgalleri

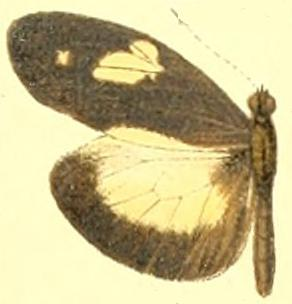
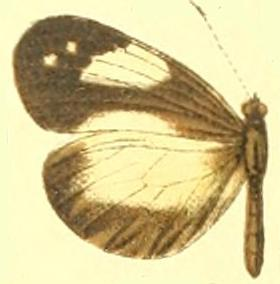
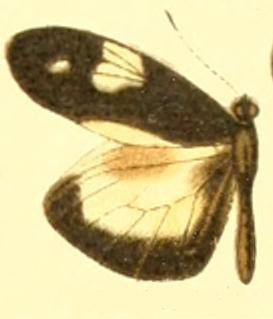
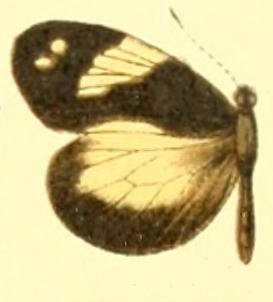